# Wapen van Roosteren

Wapen van Roosteren

Het wapen van Roosteren werd op 24 april 1819 per besluit van de Hoge Raad van Adel aan de Nederlands Limburgse gemeente Roosteren toegekend. De gemeente had het wapen in gebruik tot 1 januari 1982, die dag ging de gemeente Roosteren op in de gemeente Susteren. De nieuwe gemeente heeft niets uit het wapen van Roosteren overgenomen in het nieuwe wapen van Susteren.

## Blazoenering
De blazoenering van het wapen luidt als volgt:
Van blaauw, beladen met het beeld van de Heilige Jacobus van goud.
Het wapen is geheel blauw van kleur met daarop een gouden voorstelling, in dit geval Jakobus de Meerdere. Deze combinatie van kleuren wordt ook wel de rijkskleuren genoemd. 

## Geschiedenis
De heilige Jakobus is de parochieheilige van Roosteren. Roosteren was wel een eigen parochie, maar had geen eigen schepenbank. Er is daardoor geen spraken geweest van een eigen zegel. De parochie had echter wel een eigen zegel met daarop de parochieheilige. De heilige draagt op het zegel een pelgrimsgewaad en houdt een staf vast. Hij staat op een steen met daarin letters gekrast. Als omschrift: Sigil: Eccl: Paroch: Sti Jacob: Apost: in Roosteren.
Hoewel Roosteren sinds 1381 een eigen heerlijkheid was heeft geen van de families die de heerlijke rechten hadden hun wapen aan Roosteren verbonden. Ook de heerlijkheid Visscherweert dat in 1839 bij Roosteren gevoegd werd heeft het ontwerp van het wapen niet kunnen beïnvloeden.
Ambt Montfort
· Amby
· Amstenrade
· Arcen en Velden
· Baexem
· Beegden
· Beek
· Belfeld
· Bemelen
· Berg en Terblijt
· Bingelrade
· Bocholtz
· Borgharen
· Born
· Broekhuizen
· Broeksittard 
· Buggenum
· Bunde
· Cadier en Keer
· Echt 
· Eijsden
· Elsloo
· Eygelshoven
· Geleen
· Gennep
· Geulle
· Grathem
· Grevenbicht
· Gronsveld
· Grubbenvorst
· Gulpen 
· Haelen
· Heel
· Heel en Panheel
· Heer
· Helden
· Herten
· Heythuysen
· Hoensbroek
· Horn
· Horst
· Houthem
· Hulsberg
· Hunsel
· Itteren
· Jabeek
· Kessel
· Klimmen
· Limbricht
· Linne
· Maasbracht
· Maasbree
· Maasniel
· Margraten
· Meerlo
· Meerlo-Wanssum
· Meerssen
· Meijel
· Melick en Herkenbosch
· Merkelbeek
· Mheer
· Montfort
· Munstergeleen
· Neer
· Neeritter
· Nieuwenhagen
· Nieuwstadt
· Noorbeek
· Nuth
· Onderbanken
· Obbicht en Papenhoven
· Ohé en Laak
· Oirsbeek
· Ottersum
· Oud-Valkenburg
· Oud-Vroenhoven
· Posterholt
· Roggel
· Roggel en Neer
· Roosteren
· Schaesberg
· Schimmert
· Schinnen
· Schinveld
· Sevenum
· Simpelveld
· Sint Geertruid
· Sint Odiliënberg
· Sint Pieter
· Sittard
· Slenaken
· Spaubeek
· Stramproy
· Stevensweert
· Susteren
· Swalmen
· Tegelen
· Thorn
· Ubach over Worms
· Ulestraten
· Urmond
· Valkenburg
· Vlodrop
· Wanssum
· Wessem
· Wijlre
· Wijnandsrade
· Wittem